# Ceanothus cordulatus
Ceanothus cordulatus är en brakvedsväxtart som beskrevs av Albert Kellogg. Ceanothus cordulatus ingår i släktet Ceanothus och familjen brakvedsväxter. Inga underarter finns listade i Catalogue of Life.

## Bildgalleri

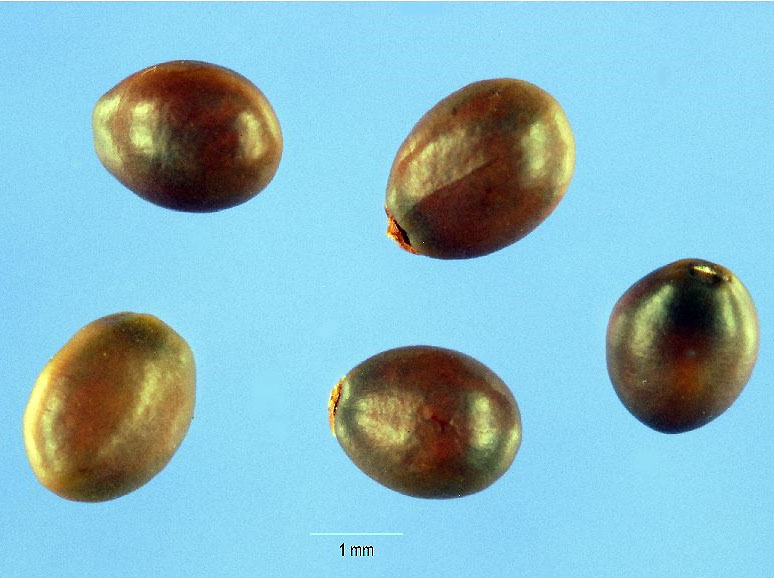